# Lista posturilor de radio din Chișinău
Aceasta este o listă a posturilor de radio din Chișinău.

## Posturi de radio care emit peFM
- 71,57 MHz Vocea Basarabiei
- 89,6 MHz Radio Chișinău
- 97,2 MHz BBC
- 99,7 MHz Radio Noroc
- 100.1 MHz Jurnal FM
- 100.9 MHz Kiss FM
- 106.9 MHz PRO FM
- 107.3 MHz RFI România

## Posturi de radio care emit peAM
- 873 AM Radio Moldova

## Vezi și
- Lista stațiilor radio din Republica Moldova